# Beaumont-en-Auge
Beaumont-en-Auge é uma comuna francesa na região administrativa da Normandia, no departamento Calvados. Estende-se por uma área de 8 km². Em 2010 a comuna tinha 410 habitantes (densidade: 51,3 hab./km²).

Laplace é natural de Beaumont-en-Auge.